# 撒克逊故事
《撒克逊故事》（英語：The Saxon Stories），又称《撒克逊传说》《撒克逊编年史》《战士编年史》，后改称《最后的王国》系列，是居住在美国的英国作家伯纳德·康威尔创作的历史小说系列，讲述了9—10世纪英格蘭王國的建立。该系列包括13部小说。主人公是贝班堡的乌特雷德（一定程度上借鉴了历史上的班堡的乌特雷德的形象），他出生在诺森布里亚的撒克逊贵族家庭；幼年时，被入侵的丹麦人俘获，并由丹麦人战士抚养长大；尽管乌特雷德并不情愿，但他一生中屡次战斗和谋划，为实现阿尔弗雷德大帝统一英格兰的梦想做出巨大的贡献。
该系列的前10部小说被改编为5季电视连续剧《最后的王国》，由亚历山大·德雷蒙主演；前2季由BBC制作，第3—5季由Netflix制作。随后，康沃尔在其网站上发布一则声明，称“《战士编年史》/《撒克逊故事》已改名为《最后的王国》系列”。

## 小说列表
该系列的各部小说及其在英国的出版年份：
1. 《最后的王国（英语：The Last Kingdom）》（2004年）
2. 《苍白骑士（英语：The Pale Horseman）》（2005年）
3. 《北方领主（英语：The Pale Horseman）》（2006年）
4. 《剑歌（英语：Sword Song (Cornwell novel)）》（2007年）
5. 《燃烧之地（英语：The Burning Land）》（2009年）
6. 《诸王之死（英语：Death of Kings）》（2011年）
7. 《异教领主（英语：The Pagan Lord）》（2013年）
8. 《空王座（英语：The Empty Throne）》（2014年）
9. 《风暴战士（英语：Warriors of the Storm）》（2015年）
10. 《持火者（英语：The Flame Bearer）》（2016年）
11. 《狼之战（英语：War of the Wolf）》（2018年）
12. 《诸王之剑（英语：Sword of Kings）》（2019年）
13. 《战争领主（英语：War Lord (novel)）》（2020年）